# No Protection
No Protection to album z remiksami utworów z drugiej płyty Massive Attack – Protection. Remiksów dokonał brytyjski producent Mad Professor. Grupa skontaktowała się z nim po wydaniu Protection, by zremiksował utwór przeznaczony na singla. Potem grupa zdecydowała się podrzucić mu więcej swoich utworów. Tak zrodził się projekt przemiksowania całego albumu. Mad Professor bardzo przerobił materiał, tworząc wolną, pulsacyjną nawet hipnotyczną muzykę z rzadkimi wokalami. Rezultat jest całkowicie inny niż pierwowzór, który ma jazzowy posmak.

## Spis utworów
1. „Radiation Ruling the Nation” (based on „Protection”) – 8:35
2. „Bumper Ball Dub” (based on „Karmacoma”) – 5:59
3. „Trinity Dub” (based on „Three”) – 4:22
4. „Cool Monsoon” (based on „Weather Storm”) – 7:10
5. „Eternal Feedback” (based on „Sly”) – 6:26
6. „Moving Dub” (based on „Better Things”) – 5:57
7. „I Spy” (based on „Spying Glass”) – 5:07
8. „Backward Sucking” (based on „Heat Miser”) – 6:17

## Recenzje
- Ink Blot Magazine
- Trouser Press